# IC 1023
IC 1023 ist ein offener Sternhaufen im Sternbild Centaurus. Das Objekt wurde im Jahre 1893 von John Macon Thome entdeckt.